# Sormery
Sormery ist eine französische Gemeinde mit 386 Einwohnern (Stand: 1. Januar 2022) im Département Yonne in der Region Bourgogne-Franche-Comté. Sie gehört zum Arrondissement Auxerre und zum Kanton Saint-Florentin (bis 2015: Kanton Flogny-la-Chapelle).

## Geografie
Sormery liegt etwa 36 Kilometer nordnordöstlich von Auxerre. Umgeben wird Sormery von den Nachbargemeinden Saint-Mards-en-Othe im Norden, Nogent-en-Othe im Nordosten, Vosnon im Osten, Coursan-en-Othe im Osten und Südosten, Lasson im Südosten, Neuvy-Sautour im Süden, Turny im Westen und Südwesten sowie Bœurs-en-Othe im Nordwesten.

## Bevölkerungsentwicklung
| Jahr                      | 1962 | 1968 | 1975 | 1982 | 1990 | 1999 | 2006 | 2013 |
| Einwohner                 | 472  | 453  | 366  | 377  | 373  | 349  | 384  | 356  |
| Quelle: Cassini und INSEE |      |      |      |      |      |      |      |      |

## Sehenswürdigkeiten
- Kirche Saint-Pierre-aux-Liens